# Metasploit
Metasploit és un projecte open source de seguretat informàtica que proporciona informació sobre vulnerabilitats de seguretat i ajuda en proves de penetració "Pentesting" i el desenvolupament de signatures per a sistemes de detecció d'intrusos.
El seu subprojecte més conegut és el Metasploit Framework, una eina per desenvolupar i executar exploits contra una màquina remota. Altres subprojectes importants són les bases de dades d'opcodes (codis d'operació), un arxiu de shellcodes, i recerca sobre seguretat. Inicialment va ser creat utilitzant el llenguatge de programació de scripting Perl, no obstant això actualment el Metasploit Framework ha estat escrit de nou en llenguatge Ruby.

## Història
Metasploit va ser creat per H.D Moore el 2003, com una eina de xarxa portàtil fent servir el llenguatge Perl. El 21 d'octubre de 2009, el Projecte Metasploit va anunciar que Rapid7, una empresa de seguretat que ofereix solucions unificades de gestió de vulnerabilitats, l'havia adquirit.
Igual que els productes de la competència, com Core Security Technologies i Core Impacte, Metasploit es pot utilitzar per provar la vulnerabilitat dels sistemes informàtics o entrar en sistemes remots. De la mateixa forma que moltes eines de seguretat informàtica, Metasploit es pot utilitzar punt per a activitats legítimes i autoritzades com per a activitats il·lícites. Des de l'adquisició de Metasploit Framework, Rapid7 ha afegit dues Open source "Codi obert" anomenats Metasploit Express i Metasploit Pro.
Metasploit 3.0 va començar a incloure eines de fuzzing, utilitzades per descobrir les vulnerabilitats del programari, en lloc de només explotar bugs coneguts. Metasploit 4.0 va ser llançat l'agost de 2011.

## Marco/Sistema Metasploit
Els passos bàsics per a l'explotació d'un sistema que utilitza el Sistema inclouen:
1. La selecció i configuració d'un codi el qual es va a explotar, el qual entra al sistema objectiu, mitjançant l'aprofitament d'un bug. Existeixen prop de 900 exploits inclosos per Windows, Unix / Linux i MacOS;
2. Opcionalment, es pot comprovar si el sistema al qual va destinat l'atac és susceptible als exploits triats;
3. Escollir i configurar un payload (el codi que s'executarà en el sistema objectiu després d'entrar a ell, per exemple, un intèrpret d'ordres remot o un servidor VNC);
4. Seleccionar la tècnica de codificació de manera que el sistema de prevenció d'intrusions (IPS) ignorï el payload codificat;
5. Executar l'exploit.

Metasploit s'executa en Unix (incloent-hi Linux i Mac US X) i en Windows. El Sistema Metasploit es pot estendre i és capaç utilitzar complements en diversos idiomes.
Per triar un exploit i la càrrega útil, es necessita una mica d'informació sobre el sistema objectiu, com la versió del sistema operatiu i els serveis de xarxa instal·lats. Aquesta informació pot ser obtinguda amb l'escaneig de ports i "US fingerprinting", pots obtenir aquesta informació amb eines com Nmap, NeXpose o Nessus, aquests programes, poden detectar vulnerabilitats del sistema de destinació. Metasploit pot importar les dades de l'exploració de vulnerabilitats i comparar les vulnerabilitats identificades.

## Interfícies de Metasploit
Hi ha diverses interfícies per Metasploit disponibles. Les més populars són mantingudes per Rapid7 i Estratègic Ciber LLC.

### Edició Metasploit
La versió gratuïta. Conté una interfície de línia de comands, la importació de tercers, l'explotació manual i la força bruta.

### Edició Community Metasploit
L'octubre de 2011, Rapid7 va alliberar Metasploit Community Edition, una interfície d'usuari gratuïta basada a la web per a Metasploit. Metasploit community inclou, detecció de xarxes, navegació per mòdul i l'explotació manual.

### Metasploit express
L'abril de 2010, Rapid7 allibero Metasploit Express, una edició comercial de codi obert, per als equips de seguretat que necessiten verificar vulnerabilitats. Ofereix una interfície gràfica d'usuari, integra nmap per al descobriment, i afegeix força bruta intel·ligent, així com la recopilació de proves de forma automàtica .

### Metasploit Pro
L'octubre de 2010, Rapid7 va afegir Metasploit Pro, s'utilitza per a proves de penetració. Metasploit Pro inclou totes les característiques de Metasploit Express i afegeix l'exploració i explotació d'aplicacions web.

### Armitage
Armitage és una eina de gestió gràfica per ciberatacs del Projecte Metasploit, visualitza objectius i recomana mètodes d'atac. És una eina per a enginyers en seguretat web i és de codi obert. Destaca per les seves contribucions a la col·laboració de l'equip vermell, permetent sessions compartides, dades i comunicació a través d'una única instància Metasploit

## Càrregues útils
Metasploit ofereix molts tipus de càrregues útils:
- Shell de comandes permet als usuaris executar scripts de cobrament o executar comandes arbitràries.
- Meterpreter permet als usuaris controlar la pantalla d'un dispositiu mitjançant VNC i navegar, carregar i descarregar arxius.
- Càrregues dinàmiques permet als usuaris evadir les defenses antivirus mitjançant la generació de càrregues úniques.

Llista dels desenvolupadors originals:
- H. D. Moore (fundador i arquitecte cap)
- Matt Miller (programari) | Matt Miller (desenvolupador del nucli 2.004-2008)
- Spoonm (desenvolupador del nucli 2003 fins a 2008)